# Kempinski Hotel Berchtesgaden
Das Kempinski Hotel Berchtesgaden, bis 2014 InterContinental Berchtesgaden Resort, ist ein Kempinski-Hotel der Luxusklasse (5-Sterne-Superior) in Berchtesgaden. Es wurde nach der Freigabe des ehemaligen Führersperrgebiet Obersalzberg durch die Amerikaner im Rahmen des Zweisäulenkonzepts der bayerischen Staatsregierung zur Wiederbelebung des Tourismus durch eine Tochtergesellschaft der BayernLB errichtet. Der Hotelneubau nach Plänen des Architekten Herbert Kochta wurde 2005 eröffnet. Das Hotel erfuhr sowohl durch die Lage in Obersalzberg als auch im Rahmen der Krise der BayernLB großes Medienecho.

## Lage
Das Hotel liegt in ortsplanerisch prominenter Alleinlage auf dem Eckerbichl als kleiner Erhebung in Obersalzberg.

## Bau und Architektur

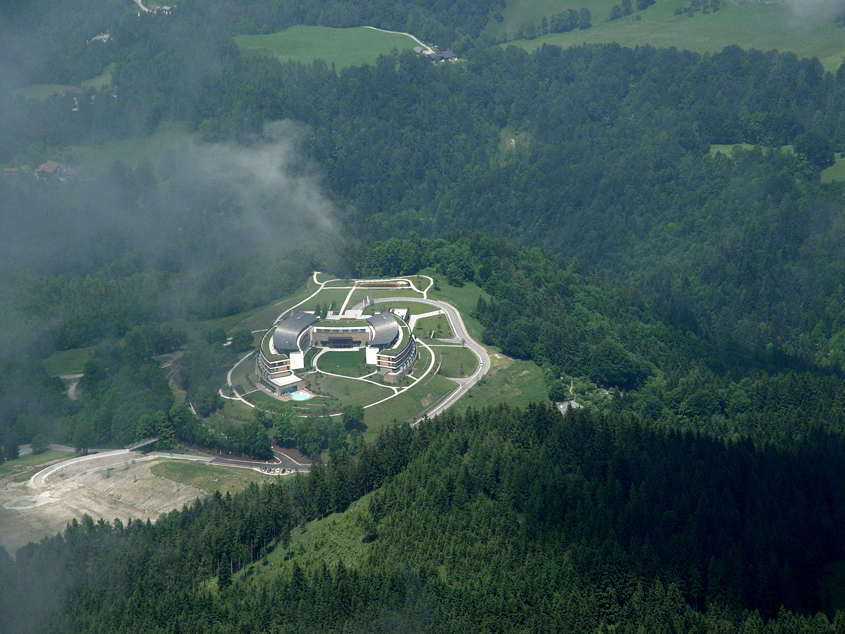
Das Hotel aus der Vogelperspektive

Das Hotel wurde vom Architekturbüro Kochta aus München geplant. Der hufeisenförmige mehrstöckige Baukörper ist an die Topographie der Bergkuppe angepasst. Rechts und links der zentralen Lobby erstrecken sich die beiden gekrümmten Bettentrakte. Die Glasfassade der Lobby im Innenhof gibt den Blick zum Kehlsteinhaus frei. Architektonisch wurde das Hotel im Stil der Neuen Sachlichkeit gestaltet; Natursteinsockel und Holzelemente prägen die Fassade.
Das erste Innendesign-Konzept wurde von Mahmoudieh Design aus Berlin entwickelt. Für die Überarbeitung und die aktuelle Innenarchitektur ist André Behncke aus München verantwortlich. Die Baumeisterarbeiten führte die Firma Schmölzl aus Bayerisch Gmain aus, die bereits in den 1950er Jahren mit der Sprengung der Gebäude der Nazigrößen beauftragt war. Die Errichtungskosten lagen in der Größenordnung von 50 Millionen Euro.

## Hotelleriebetrieb
Das Fünf-Sterne-Superior-Hotel hat über 138 Zimmer und 12 Suiten sowie zwei Restaurants und einen Wellness- und SPA-Bereich. Unterhalb des Hotels befinden sich der Golfclub Berchtesgaden mit 9-Loch-Platz sowie ein kleines Skigebiet. 2007 wurde ein Hubschrauberlandeplatz für VIP-Gäste eingerichtet und der Tagungsbereich erweitert.

## Geschichte

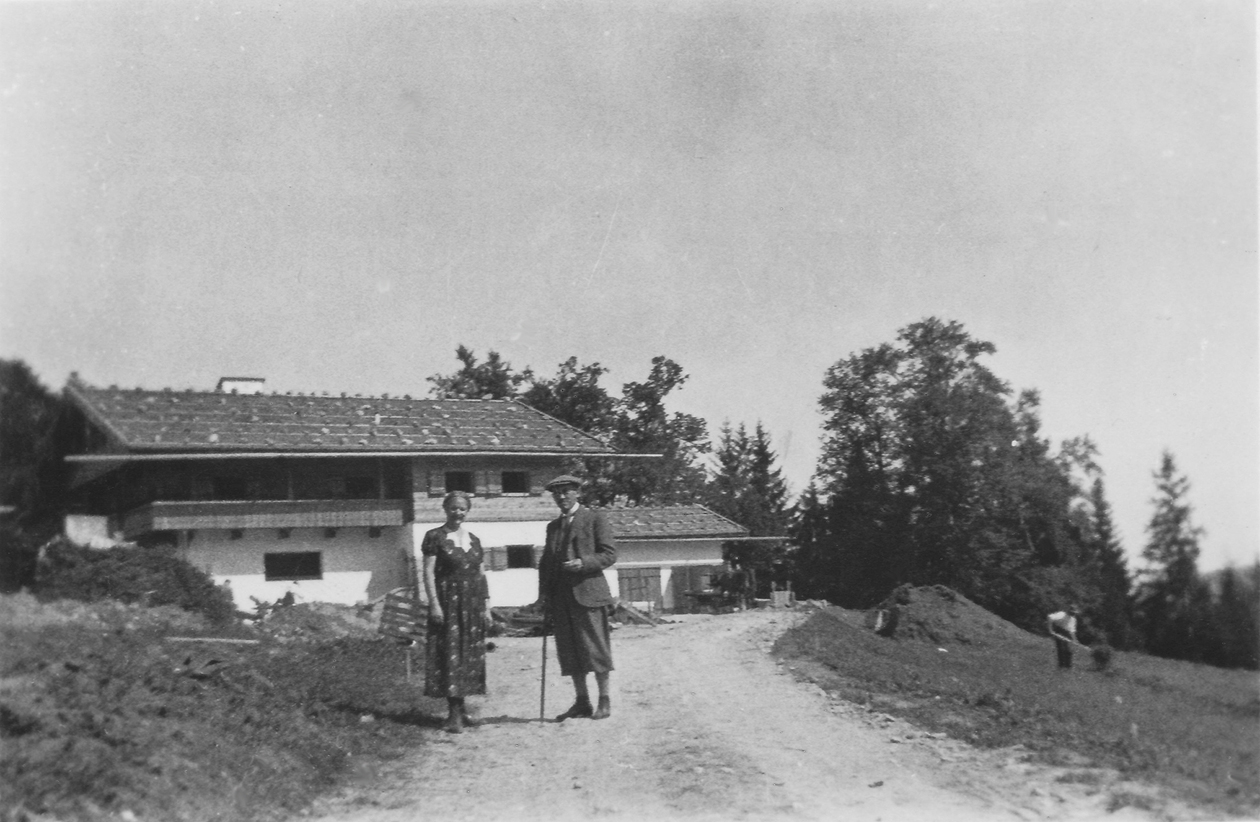
Görings Haus auf dem Obersalzberg im Bau

Obersalzberg war eine der Wiegen des Tourismus in Berchtesgaden, bis dieser im Zuge der Umwandlung zum Führersperrgebiet zum Erliegen kam. Am heutigen Hotelstandort, dem Eckerbichl, befand sich in der Zeit des Nationalsozialismus das Haus Görings. Der Eckerbichl war fortan auch als Göringhügel bekannt. Das Eigentum an den Grundstücken ging nach dem Zweiten Weltkrieg auf den Freistaat Bayern über. Ein erster Versuch zur Wiederbelebung des Tourismus in Obersalzberg in den 1950er Jahren scheiterte und mündete in der Steigenbergeraffäre, da Obersalzberg auch nach dem Krieg durch die Amerikaner belegt blieb. Trotz Verträgen mit Steigenberger standen die Gebäude daher für den allgemeinen Tourismus nicht zur Verfügung.
Als der Freistaat 1996 nach dem Abzug der Amerikaner wieder frei über das Gelände in Obersalzberg verfügen konnte, wurde das Zweisäulenkonzept beschlossen, bestehend aus einem Hotelprojekt der Luxusklasse und der Dokumentation Obersalzberg – das Hotelprojekt sollte an die touristische Tradition von Obersalzberg vor dem Dritten Reich anknüpfen und die Dokumentation der „besonderen Geschichte des Ortes“ Rechnung tragen. Im Rahmen der Ausschreibung des Hotelprojektes zeigte sich auch ein arabischer Bewerber interessiert. Den Zuschlag erhielt aber die Gewerbegrund, eine Tochtergesellschaft der BayernLB. Als Betreiber wurde damals die InterContinental Hotels Group ausgewählt.
Im Jahr 2000 wurde mit dem nach dem Krieg wieder instandgesetzten und zuletzt als General Walker geführten Hotel das größte in Obersalzberg erhaltene Gebäude aus der Zeit des Nationalsozialismus abgerissen. Der Abbruch war in der Region und darüber hinaus nicht unumstritten, ein Bürgerbegehren wurde angestrengt, aber nicht bis zum Bürgerentscheid vorangetrieben. Der Abriss wurde vorgenommen, um Platz für die Verlegung der Kehlsteinhaus-Abfahrtsstelle und damit die Voraussetzung für den Bau des Luxushotels zu schaffen. 2005 konnte das Hotel unter großem Medienecho eröffnet werden.
Im Zuge der Landesbankkrise wurde kritisiert, dass der Freistaat Bayern indirekt am Hotel beteiligt ist. Als Millionenverluste des Hotels bekannt wurden, kündigte Finanzminister Georg Fahrenschon (CSU) an, die Bayerische Landesbank (BayernLB) werde sich aus der finanziellen Beteiligung zurückziehen. Kurt Faltlhauser, zur Zeit der Entstehung bayerischer Finanzminister, verteidigte die Beteiligung als Element des Zweisäulenmodells.
Clemens Rambichler, heute als Nachfolger von Helmut Thieltges Küchenchef des Drei-Sterne-Restaurants Sonnora in Dreis, ging innerhalb des Interconti Berchtesgaden ab 2006 im Restaurant 360° in die Lehre und arbeitete nach seiner Ausbildung im gleichen Hotel von 2009 bis 2011 im Gourmet-Restaurant Le Ciel.
Im Frühjahr 2015 ging das Hotel von der InterContinental Hotels Group an die Kempinski-Luxushotelgruppe.

## Auszeichnungen

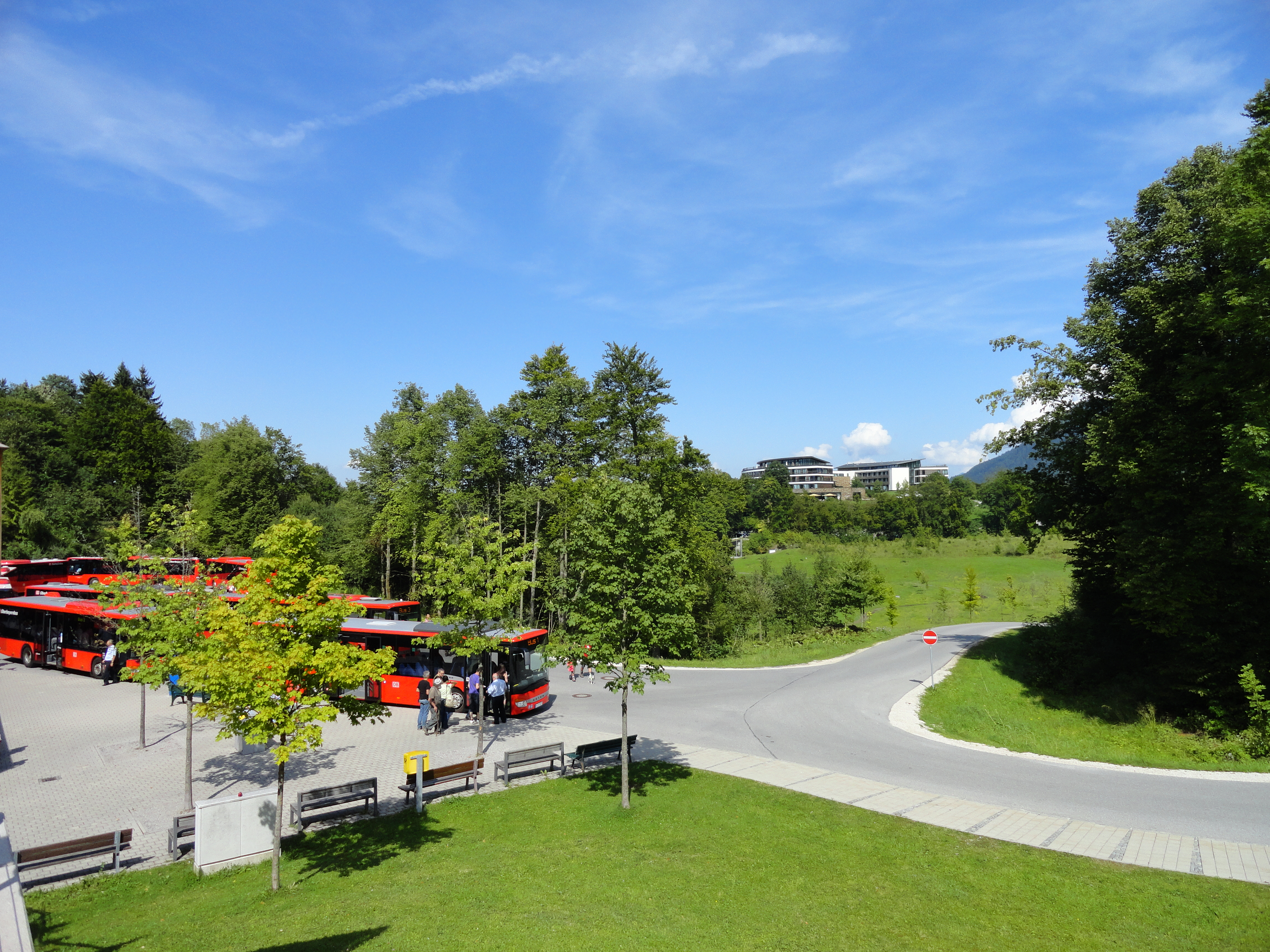
Blick von der Kehlsteinabfahrtsstelle zum Hotel

2006 und 2007 wurde der Wellnessbereich des Hotels mit dem Spa Diamond als bestes deutsches Spa ausgezeichnet. Bei den World Travel Awards 2007, 2008 und im Jahre 2009 wurde das InterContinental Berchtesgaden Resort als Germany’s Leading Spa Resort prämiert. In den Jahren 2008, 2009 und 2011 erhielt es die Auszeichnung Deutschlands führendes Resort bei den World Travel Awards. 
Seit 2007 trägt das Gourmet-Restaurant Pur (bis 2019 Le Ciel) des Hotels einen Michelin-Stern, es wird von Ulrich Heimann geführt.

## Gäste
Prominente Gäste aus Kultur und bayerischer Landespolitik waren bislang u. a. Anastacia, Depeche Mode und der ehemalige bayerische Finanzminister Kurt Faltlhauser, dazu kommen aus dem Sport Franz Beckenbauer und Lothar Matthäus, die Moderatorin Verona Pooth, Schauspielerin Sophie Wepper und Trachtendesignerin Lola Paltinger.
Am 17. September 2007 tagte im Resort unter dem Vorsitz des Ministerpräsidenten Edmund Stoiber das Bayerische Kabinett zum Thema Tourismusförderung.